# Jñānagupta
Jñānagupta (en sánscrito: ज्ञानगुप्त; en chino: 闍那崛多 o 志德; pinyín: Shénàjuéduō o Zhì Dé) fue monje budista de Gandhara en el actual Pakistán que viajó a China y fue reconocido por el emperador Wen de la dinastía Sui. Se dice que trajo consigo 260 sutras en sánscrito, y el emperador le ayudó a traducirlos al chino.
En total, tradujo 39 escrituras en 192 fascículos durante el período 561 a 592, que incluyen:
- Sutra de las obras fundamentales de Buda, 60 fascículos: (chino: 佛本行; pinyín: Fó Běnháng Jīng).

- Candrottaradarikapariprccha, 2 fascículos: (chino: 月上女; pinyín: Yuè Shàng Nǚ Jīng).